# Rüdiger Safranski
Rüdiger Safranski, né le 1er janvier 1945 à Rottweil (Bade-Wurtemberg), est un philosophe et écrivain allemand.

## Biographie
Durant les années 1960, il étudie à Francfort sous la direction de Theodor W. Adorno, puis à Berlin où il complète une thèse sur la littérature allemande. Par la suite il publie plusieurs études sur les romantiques allemands (tels E.T.A. Hoffmann ou, plus récemment sur Friedrich Schiller) et sur trois grandes figures de la philosophie allemande : Arthur Schopenhauer, Friedrich Nietzsche et Martin Heidegger.
De 2002 à 2012, il anime en collaboration avec Peter Sloterdijk, l'émission télévisuelle philosophico-littéraire Das Philosophische Quartett (le « Quatuor philosophique ») sur la chaîne ZDF. Depuis 1995, ses travaux lui ont valu plusieurs prix prestigieux dont le prix Ernst-Robert-Curtius et le prix Friedrich Hölderlin.

## Prix et distinctions
- Friedrich-Märker-Preis, catégorie Essai (1995)
- Wilhelm-Heinse-Medaille de l'Académie des sciences et des lettres de Mayence (1996)
- Ernst-Robert-Curtius-Preis, catégorie Essai (1998)
- Prix Friedrich Nietzsche du Land de Saxe-Anhalt (2000)
- Premio Internazionale Federico Nietzsche (2003)
- Preis der Leipziger Buchmesse (prix de la Foire du livre de Leipzig), catégorie Sachbuch/Essayistik (2005)
- Prix Friedrich Hölderlin de la ville de Bad Hombourg (2005)
- Prix littéraire du journal Die Welt (2006)

## Publications
- (de) Studien zur Entwicklung der Arbeiterliteratur in der Bundesrepublik (Dissertation), Berlin, Freie Univ., 1976.
- (de) E.T.A. Hoffmann. Das Leben eines skeptischen Phantasten, München u. a.: Hanser. 1984.  (ISBN 3-446-13822-6)
- (de) Schopenhauer und die wilden Jahre der Philosophie. Eine Biographie, 2. Aufl. München u. a.: Hanser. 1988.  (ISBN 3-446-14490-0)
- (de) Wieviel Wahrheit braucht der Mensch? Über das Denkbare und das Lebbare, München u. a., Hanser. 1990.  (ISBN 3-446-16045-0)
- (de) Ein Meister aus Deutschland. Heidegger und seine Zeit, München u. a., Hanser. 1994.  (ISBN 3-446-17874-0)
- (de) Das Böse oder Das Drama der Freiheit, München u. a., Hanser. 1997.  (ISBN 3-446-18767-7)
- (de) Friedrich Nietzsche. Biographie seines Denkens, München u. a., Hanser. 2000.  (ISBN 3-446-19938-1)
- (de) Wieviel Globalisierung verträgt der Mensch? München u. a.: Hanser. 2003.  (ISBN 3-446-20261-7)
- (de) Friedrich Schiller oder die Erfindung des Deutschen Idealismus, München u. a., Hanser. 2004.  (ISBN 3-446-20548-9)
- (de) Schiller als Philosoph - Eine Anthologie, Berlin, wjs-Verlag. 2005.  (ISBN 3-937989-08-0)
- (de) Romantik. Eine deutsche Affäre, München u. a., Hanser. 2007.  (ISBN 978-3-446-20944-2)
- (de) Goethe und Schiller. Geschichte einer Freundschaft, Hanser, München u. a. 2009,  (ISBN 978-3-446-23326-3).
- (de) Goethe. Kunstwerk des Lebens. Biografie, Hanser, München. 2013.  (ISBN 978-3-446-23581-6 et 978-3-596-19838-2).
- (de) Zeit, was sie mit uns macht und was wir aus ihr machen, Hanser, München 2015,  (ISBN 978-3-446-23653-0).
- (de) Der Weg aus der Festung. Reflexion zum Text der Kantate Er rufet seinen Schafen mit Namen von Johann Sebastian Bach, J. S. Bach-Stiftung, 2015.
- (de) Einzeln sein. Eine philosophische Herausforderung, Hanser, München 2021,  (ISBN 978-3-446-25671-2).

### Traductions en français
- Schopenhauer et les années folles de la philosophie : une biographie [« Schopenhauer und die wilden Jahre der Philosophie »], PUF, 1990, 456 p. (ISBN 978-2-13-042861-9)
- Quelle dose de vérité les philosophes peuvent-ils supporter ? [« Wieviel Wahrheit braucht der Mensch? Über das Denkbare und das Lebbare »], PUF, 1993, 220 p. (ISBN 978-2-13-045355-0)
- Heidegger et son temps [« Ein Meister aus Deutschland. Heidegger und seine Zeit »], Grasset, 1996, 474 p. (ISBN 978-2-246-50581-5)
- Le Mal : ou le Théâtre de la liberté [« Das Böse oder Das Drama der Freiheit »], Grasset, 1999, 328 p. (ISBN 978-2-246-56031-9)
- Nietzsche : Biographie d'une pensée [« Friedrich Nietzsche. Biographie seines Denkens »], Actes Sud, 2000, 380 p. (ISBN 978-2-7427-2896-1)rééd. Actes Sud, coll. « Babel » n° 1644, 2019, avec une postface inédite de l'auteur  (ISBN 978-2-330-12512-7)
- Quelle dose de mondialisation l'homme peut-il supporter ? [« Wieviel Globalisierung verträgt der Mensch? »], Actes Sud, 2004, 117 p. (ISBN 978-2-7427-5306-2)